# Berberis soulieana
Berberis soulieana är en berberisväxtart som beskrevs av Camillo Karl Schneider. Berberis soulieana ingår i släktet berberisar, och familjen berberisväxter. Inga underarter finns listade i Catalogue of Life.

## Bildgalleri

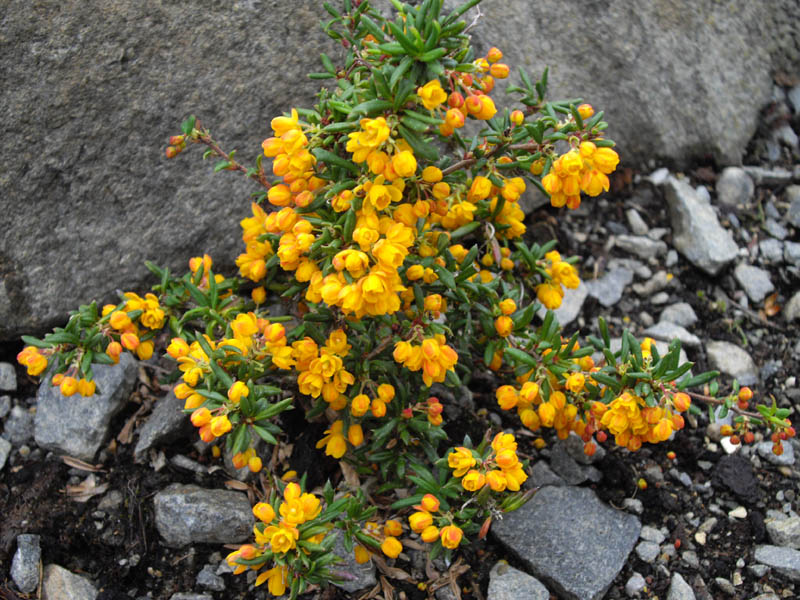
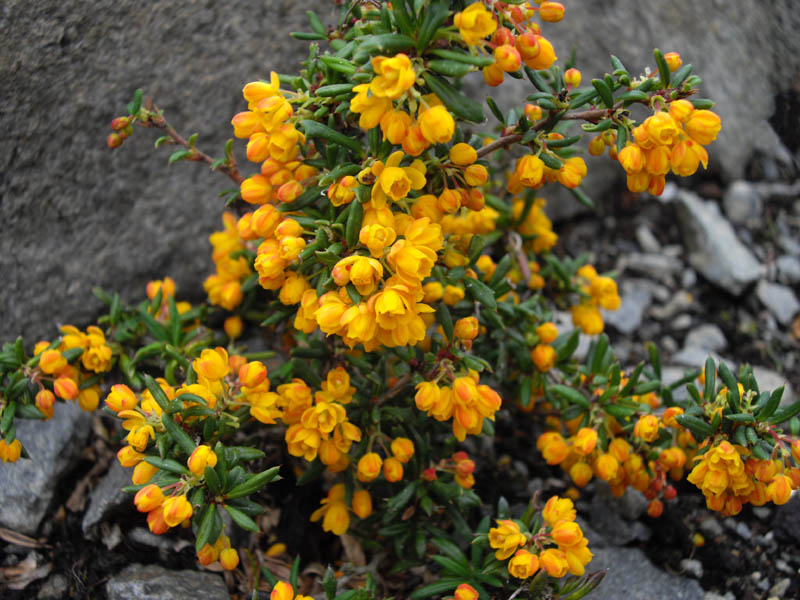
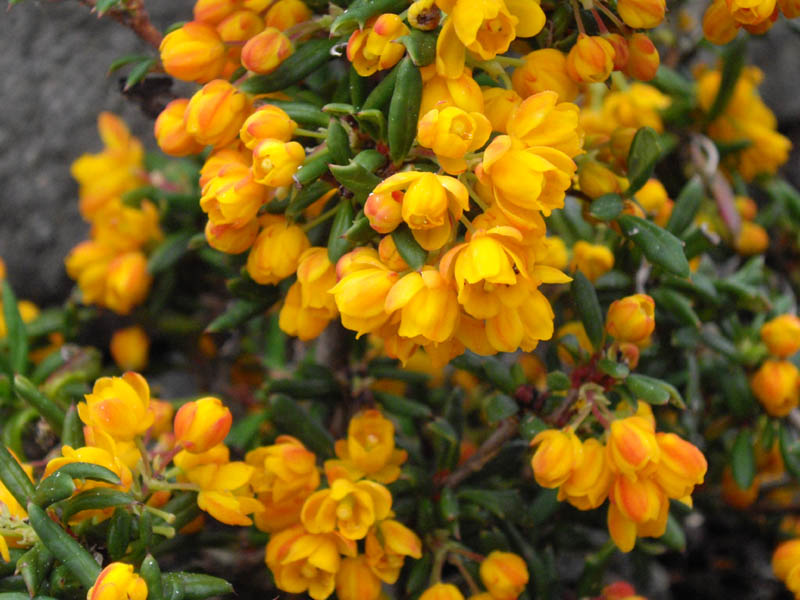
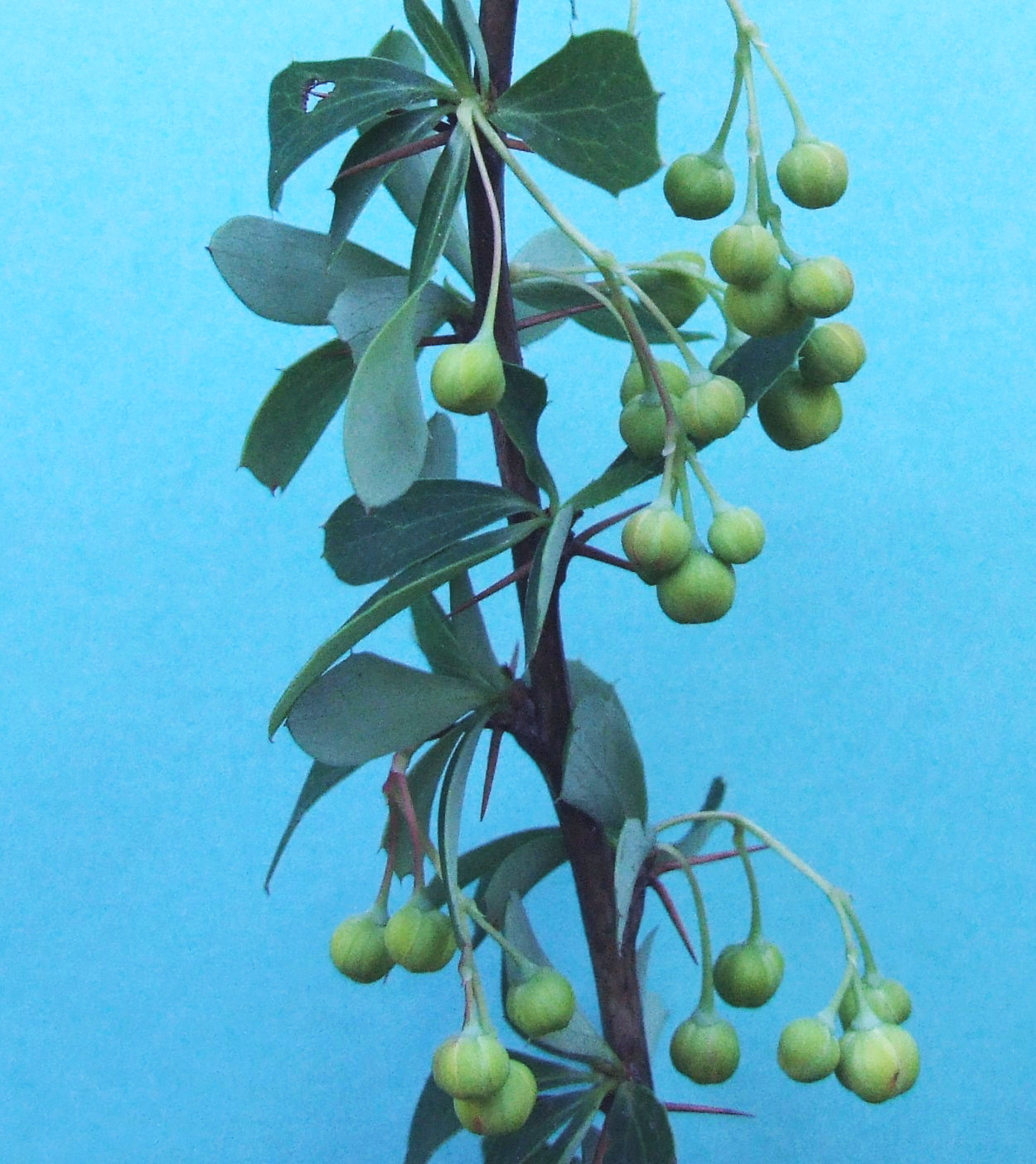